# (13122) Drava
(13122) Drava (1994 CV9) – planetoida z grupy pasa głównego asteroid okrążająca Słońce w ciągu 3,55 lat w średniej odległości 2,32 j.a. Odkryta 7 lutego 1994 roku.